# Gallagher and Lyle
Gallagher and Lyle je skotské hudební duo, které tvoří písničkáři Bernard Joseph "Benny" Gallagher (* 10. června 1945, Largs, Severní Ayrshire) a Graham Hamilton Lyle (* 11. března 1944, Bellshill, Severní Lanarkshire).
Poprvé se jim dostalo uznání v roce 1968, když začali psát písně pro umělce Apple Records. byli zakládajícími členy skupiny McGuinness Flint, pro kterou napsali hit „When I'm Dead and Gone“. V roce 1972 začali vystupovat jako duo Gallagher and Lyle. Jejich páté studiové album Breakaway se dostalo do hitparád a obsahovalo hity „Heart on My Sleeve“ a „I Wanna Stay with You“. Jejich píseň „Stay Young“ se v podání Dona Williamse umístila na vrcholu americké coutry hitparády. Dou se rozpadlo v roce 1980, ale v roce 2010 opět obnovilo svou činnost. Gallagher and Lyle spolupracovali, společně nebo samostatně, například s umělci jako je Paul McCartney, Eric Clapton, Pete Townshend, Ronnie Lane, Ronnie Wood, Joan Armatrading, Ralph McTell, Sandy Denny, Fairport Convention a Jim Diamond. Skladby od Gallagher and Lyle vydali například Bryan Ferry, Elkie Brooks, Fairport Convention a Joe Brown.